# Pothyne vittata
Pothyne vittata är en skalbaggsart som först beskrevs av Aurivillius 1916.  Pothyne vittata ingår i släktet Pothyne och familjen långhorningar. Inga underarter finns listade i Catalogue of Life.